# Fuerteventura-Canarias
Fuerteventura-Canarias war ein spanisches Radsportteam.
Fuerteventura-Canarias wurde 2007 als Professional Continental Team gegründet und nimmt hauptsächlich an Rennen der UCI Europe Tour teil. Manager ist Jorge Sastre, dem Oscar Guerrero, Juan Martínez und Antonio Llopis als Sportliche Leiter zur Seite stehen. Das Team geriet in die Kritik, weil mit Vicente Ballester, David Bernabéu, José Adrián Bonilla, Manuel Lloret, David Muñoz und Javier Cherro sechs in den Dopingskandal Fuentes verwickelte Fahrer in dem Team fuhren. Die Mannschaft galt als inoffizielles Nachfolgeteam von Kelme bzw. Comunidad Valenciana. In der Saison 2008 wurde die Mannschaft nicht mehr bei der Union Cycliste Internationale registriert und war seitdem als nationales Team aktiv.

## Saison 2007

### Erfolge in der UCI Europe Tour
Bei den Rennen der UCI Europe Tour im Jahr 2007 gelangen dem Team nachstehende Erfolge.
| Datum         | Rennen                        | Fahrer           |
| ------------- | ----------------------------- | ---------------- |
| 6. Mai        | 4. Etappe Vuelta a Asturias   | Rodrigo García   |
| 7. Mai        | 5. Etappe Vuelta a Asturias   | Rodrigo García   |
| 19. Juli      | 2. Etappe Vuelta a Madrid     | Manuel Lloret    |
| 18.–22. Juli  | Gesamtwertung Vuelta a Madrid | Manuel Lloret    |
| 6. August     | 5. Etappe Regio-Tour          | Adrián Palomares |
| 13. September | 4. Etappe Tour of Britain     | Adrián Palomares |

### Mannschaft
| Name                       | Geburtstag         | Nationalität | Team 2008                   |
| -------------------------- | ------------------ | ------------ | --------------------------- |
| Mikel Artetxe              | 24. September 1976 | Spanien      | Karriereende                |
| Vicente Ballester          | 20. Juni 1980      | Spanien      | Fuerteventura-Canarias      |
| David Belda                | 18. März 1983      | Spanien      | Fuerteventura-Canarias      |
| David Bernabéu             | 9. Januar 1975     | Spanien      | Barbot-Siper                |
| José Adrian Bonilla        | 28. April 1978     | Costa Rica   | BCR-Pizza Hut               |
| Javier Cherro              | 10. Dezember 1980  | Spanien      |                             |
| Dailos Díaz                | 17. September 1980 | Spanien      |                             |
| Iker Flores                | 28. Juli 1976      | Spanien      | Karriereende                |
| Rodrigo García             | 27. Februar 1980   | Spanien      | Extremadura-Spiuk           |
| Iker Leonet                | 10. Dezember 1983  | Spanien      |                             |
| Manuel Lloret              | 4. August 1981     | Spanien      | Barbot-Siper                |
| David Muñoz                | 9. Juni 1979       | Spanien      |                             |
| Joaquín Ortega (ab 14.04.) | 19. März 1981      | Spanien      | Fuerteventura-Canarias      |
| Adrián Palomares           | 18. Februar 1976   | Spanien      | Grupo Nicolás Mateos-Murcia |
| Antonio Piedra             | 10. Oktober 1985   | Spanien      | Andalucia-Cajasur           |
| Javier Ramírez             | 14. März 1978      | Spanien      | Avila Rojas                 |
| Eladio Sánchez             | 12. Juli 1984      | Spanien      | Orbea                       |
| Oleh Tschuschda            | 8. Mai 1985        | Ukraine      | Grupo Nicolás Mateos-Murcia |